# Laços de Sangue
Pour les articles homonymes, voir Liens de sang.
Laços de Sangue (littéralement Liens de sang) est une telenovela portugaise en 322 épisodes de 50 minutes diffusée entre le 13 septembre 2010 et le 2 octobre 2011 sur SIC.
En France et en Afrique Francophones, elle est diffusée sur Nina Novelas en 2021 et rediffusée depuis le 11 juillet 2024

## Synopsis
Liens de Sang, c’est l’histoire de deux sœurs que le destin a séparées, et qui se retrouvent bien plus tard…
Inès et Marta sont deux sœurs qui n’ont cependant pas grandi ensemble. Séparées dans leur enfance, chacune a fait son chemin de son côté, et à l’âge adulte, elles se retrouvent enfin. Mais cela n’a rien de joyeuses retrouvailles : les circonstances font aujourd’hui d’elles des ennemies. La présence entre elle et João, un séduisant jeune homme, ne vient évidemment pas arranger les choses…
Il y a quelques années de cela, un drame s’abat sur la paisible famille Nogueira. En effet, lors d’un Pique-nique familiale au bord de la rivière, leurs deux fillettes Ines et Marta tombent à l’eau et sont emportées par le courant. Leur père se jette à l’eau et réussit à sauver l’aînée Inès. Dans sa tentative désespérée de sauver la cadette Marta, il y perd la vie et le corps de Marta n’est jamais retrouvé. En dépit de la souffrance que sa famille a traversée et le sentiment de culpabilité qui l’a toujours animée pour avoir été sauvée au détriment de sa sœur, Ines est aujourd’hui une femme battante, déterminée, aimable et généreuse.
Lorsqu’elle et Joao se rencontrent, ils comprennent qu’ils sont faits l’un pour l’autre. Cet amour sera mis à rude épreuve avec l’arrivée de Diana. Diana est en réalité la sœur d’Ines, Marta que tout le monde croyait morte dans l’accident qui a coûté la vie à leur père Joaquim. Traumatisée à la suite de l’accident, la petite Marta est recueillie par une modeste famille, qui l’adopte en la baptisant Diana. Des années plus tard, lorsque la mémoire lui revient, Diana décide de retourner dans sa véritable famille et de se venger de sa sœur Ines, qu’elle juge d’une part responsable de la mort de leur père et d’autre part responsable de la vie misérable qu’elle a été contrainte de mener.

## Personnages principaux

### Ines Nogueira (Diana Chaves)
Jeune femme généreuse et battante, Ines est une femme de conviction qui se bat pour atteindre ses objectifs. Bien que dotée d’une forte personnalité, elle est une personne innocente et aimante. Gérante du restaurant M, dont sa mère Eunice est propriétaire, elle vit avec son frère et sa mère à Lisbonne. À l’âge de sept ans, elle est emportée par le courant de la rivière avec sa sœur Marta dont on ne retrouva jamais le corps, ce qui fit naître en elle un sentiment de culpabilité. Ines, très proche du docteur Joao, finit par tomber amoureuse de celui-ci.

### Diana Silva (Joana Santos)
Fille cadette d’Eunice et Joaquim, elle perd la mémoire à la suite de l’accident dont elle a été victime à l’âge de cinq ans avec sa sœur. Egarée dans la forêt, Marta sera recueillit par Graciete et Antonio. Elle sera par la suite adoptée par le couple, et recevra le prénom de Diana, en mémoire de leur défunte fille. Diana avec la ferme conviction qu’elle est la véritable fille d’Antonio et Graciete grandira dans cette famille qui bien que pauvre lui offrira tout son amour. Devenue une jeune femme attirante et sophistiquée, Diana est malheureusement avide de pouvoir et d’argent et par conséquent méprise la vie qu’elle mène de même que l’environnement dans lequel elle vit. Elle travaille comme serveuse à Escondidinho.

### Joao Caldas Ribeiro (Diogo Morgado)
Médecin de profession, Joao participe fréquemment aux actions humanitaires et est disposé à aider les autres et cela au détriment de sa carrière professionnelle. Amoureux d’Ines, ils projettent tous deux de se marier. Cependant, lorsqu’il découvre, que Tiago le frère de sa fiancée est responsable d’un crime que sa sœur tente de dissimuler, il décide de rompre leurs fiançailles et trouve le réconfort dans les bras de Diana qui est en réalité l’investigatrice du complot visant à faire porter la culpabilité du meurtre d’Alice à Tiago. Diana apparaît désormais comme étant son unique raison de vivre. Cependant, ce que Joao ignore c’est que Diana est en réalité la sœur d’Ines que tout le monde croyait morte, et qu’elle est revenue uniquement dans le but de se venger de sa sœur qu’elle tient responsable de tous ses malheurs.

### Eunice Nogueira (Lia Gama)
Mère d’Ines, Marta et Tiago, Eunice est une femme douce, élégante et gentille. Après la mort de son mari Joaquim et de sa fille Marta, elle se montre très protectrice à l’égard d’Ines et Tiago. Malgré le malheur dont sa famille a été victime, Eunice ne baisse pas les bras et est déterminée à se battre pour ses deux enfants et se voue entièrement à la gestion du restaurant dont elle a hérité avec ses enfants. Bien qu’ayant fait officiellement le deuil de la disparition de son époux et de sa fille, Eunice espère secrètement que sa fille Marta soit encore en vie.

### Graciete Silva (Margaride Carpinteiro)
C’est une femme forte, indépendante mais solitaire du fait de l’activité de son époux : conducteur de camion, qui est souvent appelé à voyager. Graciete a des difficultés à contracter une autre grossesse et malheureusement perd son unique fille atteinte de méningite, à l’âge de cinq ans. Un mois après la mort de celle-ci, elle trouve Marta errante et choquée dans la forêt. Elle l’adopte tout de suite comme sa propre fille et lui donne le nom de sa défunte fille, Diana. Pour ne pas être séparée de cet enfant qu’elle considère comme un cadeau du ciel, Graciete quitte le village dans lequel elle vivait ainsi que le marché de Lisbonne où elle avait commencé son commerce de fleurs.

### Ricardo Carvalhais (Carlos Vieira)
Ricardo est un homme malhonnête et très ambitieux qui après sa nomination à la tête de Loiô, commence à détourner les fonds pour s’offrir la vie de luxe dont il a toujours rêvé. De nature égoïste, il n’a jamais rien éprouver pour qui que ce soit, jusqu’à ce qu’il tombe amoureux de Diana, avec qui il entretiendra une liaison secrète. Sa vie bascule lorsque son grand père, Frederico, découvre qu’il a détourné les fonds de la compagnie.

## Distribution

### Rôles principaux
- Diana Chaves (pt) : Inês Nogueira
- Diogo Morgado : João Caldas Ribeiro
- Joana Santos (pt) : Diana Pinto Silva / Marta Nogueira
- Custódia Gallego (pt) : Geraldina Natércia « Gi » Coutinho
- João Ricardo : Armando Coutinho
- Carlos Vieira (pt) : Ricardo Caldas Ribeiro Carvalhais (VF: jean marie rollin)
- Margarida Carpinteiro (pt) : Graciete Pinto Silva
- Lia Gama (pt) : Eunice Nogueira
- Sofia Sá da Bandeira (pt) : Adelaide Caldas Ribeiro Carvalhais
- Alexandre de Sousa : Gastão Carvalhais
- Joana Seixas (pt) : Rita Caldas Ribeiro Fonseca
- Pêpê Rapazote : Luís Barros
- Gracinda Nave (pt) : Isabel Barros (VF: caroline riou)
- Ricardo Carriço (pt) : Jaime Vilar
- António Cordeiro : Álvaro Brito
- Emília Silvestre (pt) : Francisca Caldas Ribeiro Sobral
- Pompeu José (pt) : António Silva
- Carla Maciel (pt) : Gabriela Miranda
- Sílvia Filipe : Fátima Brito
- Jorge Mourato (pt) : Lourenço Miranda
- Ana Guiomar (pt) : Liliana Pimentel
- Rui Santos (pt) : Manuel Dantas
- Manuel Wiborg (pt) : Vicente Fonseca
- Hugo Sequeira (pt) : Bernardo Coutinho
- Dânia Neto (pt) : Marisa Pereira
- Débora Ghira : Sheila Baptista
- Pedro Diogo : César Martins (VF: yani lotta)
- Sisley Dias (pt) : Tiago Nogueira
- Tomás Alves (pt) : Sidério « Tremoço » Gameiro
- Juana Pereira da Silva : Sandra Machado (VF: caroline riou)
- Ângelo Rodrigues (pt) : Orlando Aires
- João Baptista (pt) : Zé Gonçalves
- José Carlos Garcia : Domingos Machado

### Rôles enfants
- Bernardo Oliveira : David Barros
- Daniela Marques : Filipa Pereira
- João Maria Maneira (af) : Marco Brito

### Invités
- Sinde Filipe (pt) : Frederico Caldas Ribeiro
- Maria Botelho Moniz (pt) : Alice Caldas Ribeiro Dantas
- José Fidalgo (pt) : Joaquim Nogueira (jeune)
- Leonor Seixas (pt) : Eunice Nogueira (jeune)
- Margarida Cardeal (pt) : Graciete Pinto Silva (jeune)
- Pedro Carraca : António Silva (jeune)

### Participations spéciales
- Virgílio Castelo : Henrique Sobral
- Sandro Pedroso : Namorado de Lara
- Max Fercondini : Doutor Ricardo
- Ricardo Pereira : Hélio
- Gonçalo Waddington : Daniel
- Miguel Raposo : Phillipe
- Rúben Gomes : Nuno Magalhães
- Sandra Barata Belo : Júlia Fernandes
- Inês Castel-Branco : Mónica
- Cândido Ferreira : Ernesto
- Manuela Cassola : Laura
- Joana Barradas : Petra
- Sara Barros Leitão : Luna
- Rui Porto Nunes : Sérgio Pedrosa
- Rui Mello : Amaral
- Paula Bobone : Professeur de Armando Coutinho
- Paulo Futre : Ele mesmo
- Filipe Crawford : Padre Jerónimo Freitas
- Ana María Ferreira : Susana
- Susana Vieira : Lara Romero

### Casting supplémentaire
- Adérito Lopes : Médico
- Alexandre Ferreira : Polícia
- Amélia Videira : Maria da Graça Coutinho
- Carlos Oliveira : Médico
- Carlos Queiroz : Paulo
- Carloto Cotta : André
- Eduardo Viana : Varatojo
- Helena Afonso : Custódia da Conceição Antunes
- Jorge Oliveira : Dr Sérgio
- José Boavida : Antero
- Luís Vicente : Matoso
- Luzia Paramés : Directora Creche
- Maria Simões : Antónia
- Paula Mora : Maria do Céu
- Pedro Barbeitos : Médico
- Ronaldo Bonacchi : Homem que perdeu os documentos
- Sandra B. : Dolores
- Dimitry Bogomolov : Dr Sergei
- Carmen Santos : Luísa
- João de Carvalho : Dono de uma Cadeia de Hoteis
- Rodrigo Saraiva : Editor do Livro de Jaime
- Undina de Sousa : D. Madalena

## Diffusions internationales
- TCS Canal 6
- Teledoce
- Unitel
- SNT
- ATV
- Teletica
- Televicentro
- Rai 1
- bTV Lady
- Antenne Réunion
- IDF1
- Réseau Outre-Mer 1re
- RTI 1
- Nina Novelas

## Versions
- Vivir de amor (Televisa, 2024)

### Sources
- (pt) Cet article est partiellement ou en totalité issu de l’article de Wikipédia en portugais intitulé « Laços de Sangue » (voir la liste des auteurs).